# 1999年1月31日月食
1999年1月31日月食为一次在协调世界时1999年1月31日出現的半影月食。該次月食半影食分為1.028、全影食分為-0.021。

## 概述
這次月食的食分是8.91。

## 基本參數
- 類型：半影月食
- 食甚資料：
  - 日期：1999年1月31日
  - 時間：16:18
  - 月球位置：赤經8.91度、赤緯16.4度
  - 食分：半影食分：1.028、全影食分：-0.021

## 外部連結
- NASA月食專頁（页面存档备份，存于）（英文）